# Bohumil Trefil
Bohumil Trefil (2. července 1901 Smíchov (nyní Praha) – 11. prosince 1974 Mladá Boleslav) byl český malíř, hudebník, skladatel a bankovní úředník.

## Život
Bohumil Trefil se narodil jako jediný syn smíchovského krejčího Karla Trefila a jeho manželky Barbory, rozené Mrázkové. Studoval hudební konzervatoř v Praze a později Československou obchodní akademii, mj. u Otakara Ostrčila. Navštěvoval přednášky o hudbě u Jaroslava Křičky a na konzervatoři u Leoše Janáčka. Pracoval jako bankovní úředník. Od roku 1930 působil v Mladé Boleslavi, kde se aktivně zapojoval do kulturního života.
Zemřel 11. prosince 1974 v Mladé Boleslavi.

## Dílo
Byl spoluzakladatelem ochotnického mladoboleslavského Nového divadla. Od roku 1936 pracoval jako herec, režisér a scénograf v Lidovém divadle v Mladé Boleslavi. Pracoval také jako loutkář. Vyráběl loutky, maloval kulisy a skládal divadelní hry. Během 50. a 60. let dirigoval a vedl několik pěveckých souborů s nimiž vystupoval i v zahraničí a získal mnohá ocenění. Založil soubor Mladá píseň.
Byl autorem scénické hudby k více než 40 inscenacím, mnoha kantát a písní pro sólový zpěv i sbor. Např. zhudebnil Nerudovy Písně kosmické aj. Napsal hudbu ke hrám J. K. Tyla Čert na zemi, Jiříkovo vidění, Lesní panna, Strakonický dudák a Tvrdohlavá žena a Jiráskově Kolébce a Lucerně. V regionálním a odborném tisku publikoval mimo jiné hudební a divadelní kritiky a recenze. Věnoval se také malbě a literární tvorbě.
Měl vazby na Rožmitál pod Třemšínem, kde nějakou dobu pobýval a oblíbil si místní krajinu, což se promítlo i do jeho tvorby. Vytvořil několik malířských děl s rožmitálskou tematikou a v roce 1940 vlastním nákladem vydal knihu Rožmitálský kraj v obrazech. Přátelil se s místními učiteli Václavem Matouškem a Gabrielem Brdou, kterému Trefil ilustroval jeho knihu Rybářská maturita (1946, Mladá Boleslav). Mnoho ze svých výtvarných a skladatelských prací věnoval muzeu v Benátkách nad Jizerou, kde také v roce 1971 svá výtvarná díla vystavoval. Jeden z jeho obrazů s motivem Rožmitálu je vystaven v kanceláři starosty v Rožmitále pod Třemšínem.

### Knihy
- Rožmitálský kraj v obrazech (1940, Mladá Boleslav)